# Megacyllene multiguttata
Megacyllene multiguttata es una especie de escarabajo longicornio del género Megacyllene, tribu Clytini, subfamilia Cerambycinae. Fue descrita científicamente por Burmeister en 1865.

## Descripción
Mide 9,5-17 milímetros de longitud.

## Distribución
Se distribuye por Argentina, Bolivia y Paraguay.